# Варнов (Бицов)
Варнов (њем. Warnow) општина је у њемачкој савезној држави Мекленбург-Западна Померанија. Једно је од 62 општинска средишта округа Гистров. Према процјени из 2010. у општини је живјело 1.012 становника. Посједује регионалну шифру (AGS) 13053094.

## Географски и демографски подаци
Варнов се налази у савезној држави Мекленбург-Западна Померанија у округу Гистров. Општина се налази на надморској висини од 30 метара. Површина општине износи 42,1 km². У самом мјесту је, према процјени из 2010. године, живјело 1.012 становника. Просјечна густина становништва износи 24 становника/km².